# استثمار الماس

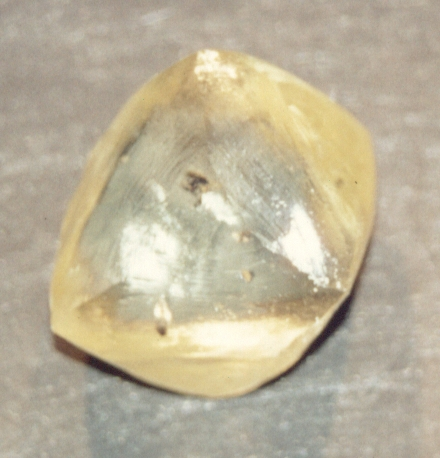
ماسة غير مقطوعة ، لا تظهر الخصائص البصرية الثمينة للإصدارات المقطوعة والمصقولة.

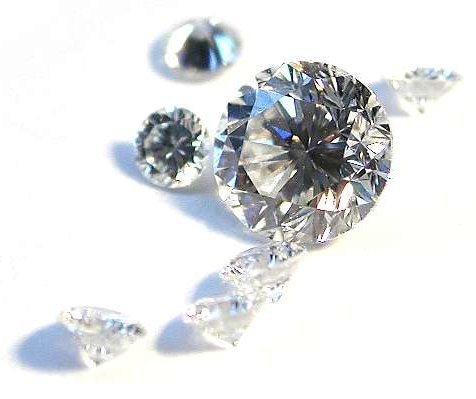
قصة بريليانت شعبية

تعتبر قيمة الماس كاستثمار ذات أهمية كبيرة لعامة الناس، لأنه من أحجار كريمة باهظة الثمن، وغالبًا ما يتم شراؤه في خواتم الخطبة، ويرجع ذلك جزئيًا إلى الحملة التسويقية الناجحة في القرن العشرين لشركة دي بيرز
أدت نهاية احتكار شركة دي بيرز واكتشافات الماس الجديدة في النصف الثاني من القرن العشرين إلى خفض قيمة إعادة بيع الماس. وأشارت دراسات أكاديمية إلى أن الاستثمار في الماس المادي يظهر خصائص الملاذ الآمن أكثر من الاستثمارات في مؤشرات الماس.

## تقلبات الأسعار
تختلف أسعار الألماس المصقول على نطاق واسع اعتمادًا على قيراط الماس ولونه ووضوحه وقصه، ويشار إليه أحيانًا باسم 4 سي. وعلى عكس المعادن الثمينة، لا يوجد سعر عالمي للجرام للماس. ولكن يوجد أدلة الأسعار مثل Rapaport Diamond Report و Troy Diamond Report و PriceScope.
تأثرت أسعار الماس الخام تاريخيًا بفعل شركات التعدين التي تتحكم في العرض، وعلى الأخص دي بيرز. ومع ذلك، بعد تفكيك كارتل ودي بيرز في عام 2001، أصبحت الصناعة الآن أكثر انقسامًا مما أدى إلى ارتفاع نسبة مبيعات الماس التي تتم في شكل مزادات وأشكال أخرى من مبيعات السوق المفتوحة.

### الماس الاصطناعي
منذ الخمسينيات من القرن الماضي، يمكن للتقنيات إنتاج الماس من أي نوع كيميائي أو حجم مرغوب فيه. على الرغم من أن بعض الشركات المصنعة تقوم بتسمية الماس الصناعي بأرقام تسلسلية، إلا أنه لا يوجد ضمان على أن الماس المحدد ليس من صنع الإنسان، على الرغم من أن التركيب الكيميائي غير الطبيعي أو نمط من العيوب قد يشير في بعض الأحيان إلى أن الماس اصطناعي. فإن إنتاج الماس من خلال التخليق الاصطناعي أرخص بكثير من استخراج الماس،  على الرغم من أن تكلفة التخليق لا تزال كبيرة في الوقت الحالي. قد يؤدي عدم القدرة على ضمان حدوث الماس بشكل طبيعي إلى تقويض السعر المتميز الذي لا يزال يُفرض حاليًا على الماس الاصطناعي. ومع ذلك، فقد سمحت التطورات التكنولوجية الجديدة لبعض مختبرات الأحجار الكريمة المستقلة مثل GIA (معهد الأحجار الكريمة في أمريكا) بإصدار تقرير تصنيف معين للماس الاصطناعي والذي يحدد الماس على أنه مزروع في المختبر ويقوم الليزر بتدوينه «في المختبر».

### الماس المصقول
هناك عدة عوامل تساهم في انخفاض سيولة الماس. أحد العوامل الرئيسية هو عدم وجود سوق طرفية. معظم السلع لها أسواق نهائية، وبعض أشكال تبادل السلع، وغرفة المقاصة، ومرافق التخزين المركزية. حتى الآن[متى؟] هذا لم يكن موجودا للماس.[بحاجة لمصدر] يخضع الماس أيضًا لضريبة القيمة المضافة في المملكة المتحدة والاتحاد الأوروبي، وضريبة المبيعات في معظم البلدان المتقدمة الأخرى، مما يقلل من فعاليتها كوسيلة استثمار. بينما يُباع معظم الماس من خلال متاجر البيع بالتجزئة بهوامش ربح إجمالية تبلغ 42٪  ، يُباع الماس الاستثماري عادةً في المزادات أو بشكل خاص.
الماس ذو الأحجام الكبيرة نادر جدا، ويعتمد سعره على السمات الفردية للماس. يمكن أن تسبب جوانب الموضة والتسويق أيضًا تقلبات في الأسعار. هذا يجعل من الصعب إنشاء نظام تسعير موحد ومفهوم بسهولة.  أصدر مارتن رابابورت تقرير رابابورت الماسي، الذي يسرد أسعار الماس المصقول. يعد الاشتراك في تقرير Rapaport الماسي مكلفًا نسبيًا، وبالتالي فهو غير متاح بسهولة للمستهلكين والمستثمرين. كل أسبوع، توجد مصفوفات لأسعار الماس لأشكال مختلفة من الماس المقطوع اللامع، حسب اللون والوضوح داخل نطاقات الحجم. تتجاوز مصفوفة الأسعار للتخفيضات الرائعة وحدها 1400 إدخال، وحتى هذا يتحقق فقط من خلال تجميع بعض الدرجات معًا. هناك تغيرات كبيرة في الأسعار بالقرب من أطراف نطاقات الحجم، لذلك فإن 0.49 قيراط (98 مـغ) حجر قد يسرد 5500 دولار للقيراط = 2695 دولارًا، بينما 0.50 قيراط (100 مـغ) حجر من قوائم الجودة المماثلة بسعر 7500 دولار للقيراط = 3750 دولارًا. يبدو هذا الاختلاف مفاجئًا، ولكن في الواقع، تميل الأحجار القريبة من الجزء العلوي من نطاق الحجم (أو الأصناف ذات الألوان الفاخرة النادرة) إلى الارتفاع قليلاً. ترتبط بعض قفزات الأسعار بالتسويق وتوقعات المستهلكين. على سبيل المثال، يتوقع المشتري وزن 1 قيراط (200 مـغ) خاتم الخطوبة الماسي سوليتير قد يكون غير راغب في قبول 0.99 قيراط (198 مـغ) الماس. 

### صناديق الاستثمار
في يونيو 2012، أطلقت Finanz Konzept AG أول صندوق الماس المادي المدار بفعالية في جميع أنحاء العالم، والذي يستثمر في الماس الطبيعي المصقول والماس الملون.
في نوفمبر 2012، أطلقت PureFunds صندوقًا متداولًا في البورصة مدرجًا في بورصة نيويورك للأوراق المالية يستثمر في الشركات العاملة في صناعة الماس، بدلاً من الاستثمار في الماس المادي. توقف الصندوق عن التداول في 23 يناير 2014.

### شركات التعدين
تنتج شركات التعدين الماس الخام وتبيعه. نظرًا للتكلفة العالية جدًا لتشغيل منجم الماس، فإن العديد من شركات تعدين الماس هي شركات عامة و / أو مملوكة بواسطة الحكومات. 

أكبر شركة ماس في العالم هي آلروسا، والتي تجاوزت دي بيرز في الإنتاج في عام 2008. Alrosa هي شركة حكومية، لذلك فهي غير مدرجة في سوق الأسهم. De Beers مملوكة للقطاع الخاص من قبل Anglo American (85٪) وحكومة بوتسوانا (15٪)، لذلك لا يتم تداول أسهمها في سوق الأسهم. كانت عائلة أوبنهايمر تمتلك في السابق حصة 40٪ في De Beers ، ولكن تم بيعها لشركة Anglo American plc في عام 2011. ريو تينتو وبي إتش بي بيليتون  هم أكبر المنتجين التاليين، لكن تعدين الماس يمثل جزءًا صغيرًا من محفظة سلعهم.

## الماس المعاد تدويره
بسبب صلابة الماس، هو أحد الأحجار الكريمة القليلة التي يوجد بها سوق معاد تدويره. الماس المعاد تدويره عبارة عن ماس تم صقله وتثبيته في المجوهرات، ثم إزالته وفرزه وإعادة قصه للبيع مرة أخرى في صناعة الماس. يمثل هذا القطاع 5٪ - 10٪ من المعروض في السوق. سواء كان الأمر يتعلق بإطلاق رأس المال لإعادة الاستثمار في المزيد من الأسهم السائلة، أو توليد هامش أكبر على المجوهرات الماسية المعاد شراؤها، فإن الماس المعاد تدويره هو جزء من إستراتيجية مستمرة للعديد من أعضاء صناعة المجوهرات. في عام 2012، ذكرت شركة Tacy Ltd. أنها تتوقع إعادة الماس المعاد تدويره بقيمة مليار دولار إلى السوق. في عام 2013، كان تقديرها 1.2 مليار دولار.

### السوق
يتم تداول الماس بحجم معين، نصف قيراط وما فوق بشكل عام، بواسطة الصناعة بشكل فردي. لكل منها سمات فريدة وسوق فريد مطابق. الماس بهذا الحجم، سواء معاد تدويره أم لا، له سعر سوق مماثل. من المستحيل معرفة الفرق بين الماس المعاد تدويره عيار واحد قيراط (طالما أنه غير تالف) والماس عيار قيراط واحد «حديث التنقيب» له نفس الخصائص. لا يفرق السوق بينهما في السعر.

- الاستثمار البديل
- الذهب كاستثمار